# Condado de Accomack
O Condado de Accomack é um dos 95 condados do estado americano de Virgínia. A sede do condado é Accomac, e sua maior cidade é Accomac. O condado possui uma área de 3 393 km² (dos quais 2 214 km² estão cobertos por água), uma população de 38 305 habitantes, e uma densidade populacional de 32 hab/km² (segundo o censo nacional de 2000). O condado foi fundado em 1671.